# RTP Memória
RTP Memória es un canal de televisión temático portugués perteneciente al grupo público Radio y Televisión de Portugal (RTP). Su programación es básicamente la reposición de programas antiguos de RTP y ocasionalmente también programas de entretenimiento extranjeros. Comenzó sus emisiones el 4 de octubre de 2004 y desde entonces se encuentra disponible en los proveedores de televisión paga Portugal.
En diciembre de 2016, pasó a emitir en abierto por la TDT, en el canal 7.

## Historia
Además de la reposición de programas, también da su contribución a la reflexión sobre temas de la actualidad a través de espacios con producción propia.
Este canal inició sus emisiones en 4 de octubre de 2004 en algunas regiones a través de varios operadores portugueses de televisión por cable, estando disponible en todos los hogares el 5 de diciembre del mismo año. De este modo, la parrilla definitiva del canal se inició el 6 de diciembre de 2004.
De su contenido, constan cine, sitcoms, series, musicales, entretenimiento, talk-shows, documentales, magazines, deporte y programación infantil-juvenil.

### "La nueva" RTP Memória
RTP Memória estrenó una nueva parrilla de programación y una nueva imagen el 18 de octubre de 2015 a las 22h, y desde ese día, su éxito y su audiencia comenzó a aumentar.
La apuesta clave actual en la nueva programación de RTP Memória es la emisión de las series que ya no se emitían desde hace mucho tiempo en el canal y en la televisión portuguesa. En la actualidad se emiten 4 series diarias y dos de ellas son series portuguesas de emisión semanal a las 20h. La serie de más audiencia del canal es la serie Ficheiros Secretos. Esta es una innovación, después de la proyección de la novela O Direito de Nascer en la RTP1, donde la estación de televisión pública originalmente emitía producciones portuguesas en vez de producciones extranjeras, emitidas por las televisiones privadas.

### Entrada a la TDT
El 23 de junio de 2016, el Gobierno Portugués aprobó la extensión de la TDT para 4 nuevos canales. 2 de ellos pertenecen al grupo audiovisual público RTP y tienen una incorporación inmediata. Estos dos canales son RTP Memória y RTP3, que comenzaron a emitir en la TDT el 1 de diciembre de 2016. Ambos canales deberán de sustituir la publicidad por autopromoción y difusión cultural.

## Identidad gráfica

2004 - 2015
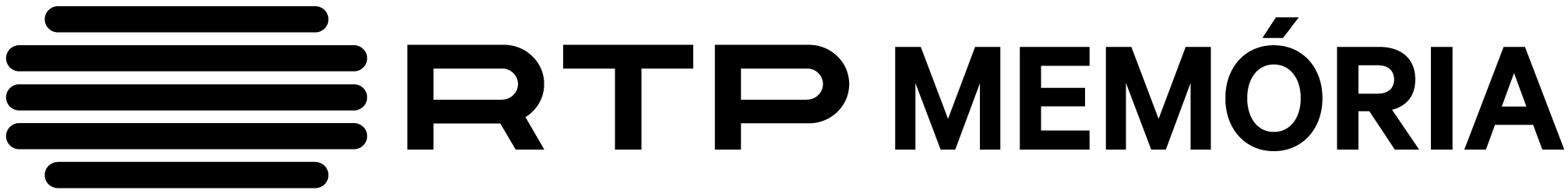
Desde 2015

## Programación

### Producción propia
- Heranças d'Ouro - 2005/?
- Há Conversa - 2009/2015
- Revelações - 2012 - 2015
- Inesquecível - 2011 - presente
- Traz prá Frente - 2015 - presente
- Tributo - 2015 - presente
- Retroescavadora - 2015 - presente
- Gramofone - 2015 - presente
- Replay - 2015 - presente
- Retrovisor - 2015 - presente

## Organización

### Dirección
- Manuel Rocha, 2004-2006
- Fernando Alexandre, 2006-2008
- Hugo Andrade, 2009-2015
- Gonçalo Madaíl, 2015-presente

### Presentadores
- Júlio Isidro (también locutor permanente)
- Inês Lopes Gonçalves (también locutora permanente)
- Maria João Gama
- Helena Ramos
- Fernando Alvim
- Nuno Markl
- Álvaro Costa